# Robert H. Grubbs
Robert Howard Grubbs (n. 27 februarie 1942, Possum Trot⁠(d), Marshall County, Kentucky, SUA – d. 19 decembrie 2021, Duarte⁠(d), California, SUA) a fost un chimist american, laureat al Premiului Nobel pentru chimie (2005).